# Mário Travaglini
Mário Travaglini (* 30. April 1932 in São Paulo; † 20. Februar 2014 ebenda) war ein brasilianischer Fußballspieler und -trainer. In den 1960er Jahren feierte er als Trainer von SE Palmeiras große Erfolge.

## Spielerlaufbahn
Der in Bom Retiro, einem Stadtviertel von São Paulo, aufgewachsene Travaglini wurde im Alter von 16 Jahren von Trainer Francisco Minelli, dem Vater des später selbst als Trainer sehr erfolgreichen Rubens Minelli, zur Jugend des CA Ypiranga gelotst. Dort debütierte das Verteidigertalent im September 1953 in der Profimannschaft in einem Spiel im Estádio do Pacaembu um die Staatsmeisterschaft gegen den Spitzenverein SC Corinthians.
In späteren Jahren spielte er in São Paulo auch bei Palmeiras und Nacional AC – wo er gemeinsam mit seinem Bruder Nino antrat –, sowie in Campinas bei AA Ponte Preta, wo er 1962 als 29-Jähriger seine Spielerlaufbahn beendete. Danach arbeitete er für einige Zeit als Liegenschaftsverwalter bei einer Eisenbahngesellschaft, wobei ihm wohl das wirtschaftswissenschaftliche Studium zugutekam, das seine Zeit als Spieler lange begleitet hatte.

## Trainerlaufbahn
Schon 1963 kehrte Travaglini zum Fußball zurück und wurde Jugendtrainer bei Palmeiras, avancierte aber bald zum Cheftrainer. 1966 gewann er mit dem Verein die Staatsmeisterschaft von São Paulo. Noch erfolgreicher wurde das Jahr 1967, als er mit dem Gewinn von Taça Brasil, dem Vorgänger des heutigen brasilianischen Pokalwettbewerbes, und des Torneio Roberto Gomes Pedrosa, dem Vorläufer der heutigen nationalen Meisterschaft, beide nationalen Wettbewerbe gewann und damit praktisch das erste Double der brasilianischen Fußballgeschichte erreichte. Djalma Santos und Ademir da Guia zählten zu den Leistungsträgern der in der auslaufenden Pelé-Ära herausragenden Vereinsmannschaft Brasiliens jener Jahre.
1974 gewann er mit CR Vasco da Gama in Rio de Janeiro die nunmehr offizielle Brasilianische Meisterschaft von 1974. Ebenso in Rio, mit dem Fluminense FC, gewann er 1976 die Staatsmeisterschaft von Rio de Janeiro und wurde im selben Jahr auch zum Cidadão, einem Carioca ehrenhalber, ernannt. Mit dem Corinthians São Paulo gewann er 1982 eine weitere Meisterschaft von São Paulo. Zudem war er als Trainer auch beim FC São Paulo und Vereinen in Araraquara und São Bento tätig.
Mit Brasilien gewann er als Auswahltrainer Gold bei den Panamerikanischen Spielen 1979 in Puerto Rico.
Mehrfach war Travaglini auch als Sportdirektor bei Vereinen wie beispielsweise Corinthians tätig.

## Spätere Jahre
In den 1990er Jahren trat Mário Travaglini vielfach als Fernsehkommentator bei Fußballereignissen auf. Zuletzt lebte der unverheiratet und kinderlos gebliebene Travaglini in São Paulo, wo er 2007 Vorsitzender der Trainergewerkschaft von São Paulo, dem Sindicato dos Treinadores de Futebol do Estado de São Paulo wurde. 2008 wurde seine von Márcio Trevisan und Helvio Borelli geschriebene Biographie Mário Travaglini - da Academia à Democracia veröffentlicht. Am 20. Februar 2014 erlag er nach einem mehrwöchigen Krankenhausaufenthalt in São Paulo einem Krebsleiden.

## Erfolge
- Panamerikanische Spiele: Gold 1979
- Brasilianische Meisterschaft: 1974
- Torneio Roberto Gomes Pedrosa: 1967
- Taça Brasil: 1967
- Staatsmeisterschaft von São Paulo: 1966, 1982
- Staatsmeisterschaft von Rio de Janeiro: 1975